# Fabio Calderón Botero
Fabio Calderón Botero (Manizales, 31 de julio de 1929-Bogotá, 7 de noviembre de 1985) fue un abogado y jurista colombiano. Murió siendo Magistrado de la Corte Suprema de Justicia, el 7 de noviembre de 1985 durante la Toma del Palacio de Justicia perpetrada por la guerrilla del Movimiento 19 de abril (M-19).

## Biografía
Nació en Manizales el 31 de julio de 1929, siendo hijo de Guillermo Calderón Echeverry y Soledad Botero Jaramillo. Casado con Elsy Rivera Castro. Padre de Constanza, Liliana, Soledad y Camilo. Abuelo de 10 nietos; Carolina, Felipe y Andrés (Vejarano Calderón); Cristina, María (Lesmes Calderón); Nicholas, Sophie (Bulloch Calderón) Laura, Juliana, Juan Camilo (Calderón Arango). 
Estudió la primaria en el Colegio Biffi de Barranquilla, y el bachillerato en el Liceo de La Salle en Bogotá. En la Universidad Externado de Colombia estudió derecho; se especializó en metodología y técnica de la investigación jurídica en la misma institución, y en técnicas de casación en la Universidad del Rosario (Colegio Mayor de Nuestra Señora del Rosario).

### Trayectoria profesional
La carrera profesional de Calderón fue dedicada únicamente a la Rama Judicial de Colombia; Después de hacer un año rural en La Dorada; de trabajar como Juez 5.º penal del circuito de Bogotá entre 1955 y 1959; como juez 8.º superior de Bogotá entre 1959 y 1963; como juez 5.º superior de Bogotá entre 1963 y 1965; como Magistrado de la sala penal del Consejo Superior de la Judicatura entre 1965 y 1976; Finalmente como magistrado de la Corte Suprema de Justicia a partir de 1977 hasta el día de su muerte, en la Toma del Palacio de Justicia.
Como último legado jurídico entre otros  fallos y conceptos jurídicos, el 29 de octubre de 1985, ocho días antes de la tragedia, la Corte Suprema de Justicia dictó la última sentencia de la que fue ponente el magistrado Fabio Calderón Botero; En ella, el alto tribunal precisó las diferencias entre la violación directa de la ley por falta de aplicación y la violación de la ley sustancial por falta de aplicación indebida. 

### Docente
Calderón fue un profesor de derecho comercial y de historia de las doctrinas económicas en la Universidad Jorge Tadeo Lozano; de metodología y técnica de la investigación jurídica, derecho penal especial y práctica penal en Universidad Externado; y de casación y revisión en materia penal en la Universidad Santo Tomas De Aquino. 

## Obras
- Casación y revisión en materia penal (1973) 2.ª edición en 1985.[4]

## Muerte
Fabio Calderón Botero falleció el 7 de noviembre de 1985 durante la toma del Palacio de Justicia por la guerrilla del M-19.
Sus restos fueron identificados por una cadena de oro que portaba. Sin embargo, documentos de la época del holocausto dicen que esa misma cadena fue entregada al exministro Carlos Medellín Becerra porque pertenecía a su padre Carlos Medellín Forero, otra de las víctima del Palacio. Por ello existen dudas respecto a la identidad de este cadáver.

## Homenajes
El Palacio de Justicia de Armenia, lleva el nombre del Magistrado Fabio Calderón Botero.